# 闘真伝
『闘真伝』（とうしんでん）は、タカラトミーから2009年12月10日に発売されたWii専用ゲームソフト。

## 概要
『闘神伝』シリーズから世界観を一新した新作ゲーム。ただし「超絶対戦アクション剣劇」とジャンル名にある通り、格闘ゲームではなく対戦アクションである。また、闘神伝とは発売元とタイトルの読み方が同じというだけで作品としての関連性は無い。

## 登場キャラクター
シンドウ・トウジ（声：野島健児）
リリス（声：佐藤亜美菜）
アイダベル・フローラベル（声：松下唯）
シルヴァ・ベッティ（声：本名陽子）
富士見 守（声：緑川光）
塚原 早苗（声：桑島法子）
ウィノ・マクガバン（声：戸松遥）
ダン・マクガバン（声：小山力也）
ゴヤスレイ（声：中井和哉）
カーマイン（声：保志総一朗）
モーリッツ・ウルリッヒ（声：子安武人）
ビリー・ライダー（声：関智一）
ショウキ（声：佐藤正治）

## 漫画
ゲームの発売に先駆け、天空すふぃあにより『電撃「マ）王』にて2008年12月号から2009年まで連載されていた。単行本は全2巻。